# Ida Alstad
Ida Alstad (Trondheim, 13 de junho de 1985) é uma handebolista profissional norueguesa, campeã olímpica.